# Saxetania
Saxetania is een geslacht van rechtvleugeligen uit de familie Pamphagidae. De wetenschappelijke naam van dit geslacht is voor het eerst geldig gepubliceerd in 1951 door Mishchenko.

## Soorten
Het geslacht Saxetania omvat de volgende soorten:
- Saxetania alticola Bey-Bienko, 1967
- Saxetania bactriana Mishchenko, 1951
- Saxetania beybienkoi Stolyarov, 1968
- Saxetania cultricollis Saussure, 1887
- Saxetania decumana Mishchenko, 1951
- Saxetania dehbidi Dirsh, 1952
- Saxetania edentulum Uvarov, 1923
- Saxetania elbursiana Ramme, 1929
- Saxetania enoda Mishchenko, 1951
- Saxetania escalerai Bolívar, 1912
- Saxetania haarlovi Ramme, 1952
- Saxetania irrasa Mishchenko, 1951
- Saxetania lindbergi Bey-Bienko, 1967
- Saxetania miramae Mishchenko, 1937
- Saxetania mistshenkoi Bey-Bienko, 1963
- Saxetania muricata Mishchenko, 1951
- Saxetania onerosa Mishchenko, 1951
- Saxetania popovi Dirsh, 1952
- Saxetania pravdini Chernyakhovskij, 1979
- Saxetania sabulosa Uvarov, 1923
- Saxetania scutata Mishchenko, 1951
- Saxetania spinosa Mishchenko, 1951
- Saxetania sulcata Bey-Bienko, 1963
- Saxetania uvarovi Mishchenko, 1937